# Satyrus italica
Satyrus italica är en fjärilsart som beskrevs av Ruggero Verity 1919. Satyrus italica ingår i släktet Satyrus och familjen praktfjärilar. Inga underarter finns listade.